# Baalbek-Douris
Douris (Duris, Dūris, ou Dûris, en arabe : دورس, formellement Doris), est un village situé à environ 3 km au sud-ouest de Baalbek dans la vallée de la Bekaa, au Liban. 
C'est le site d'un qubba (sanctuaire musulman) du XIIIe siècle et d'une nécropole de la fin de la période impériale romaine.
Le village est visé par l'armée israélienne lors des bombardements sur le Liban de 2024. Le 14 novembre, l'armée israélienne vise un centre de la Défense civile, tuant vingt personnes, dont 15 secouristes. Le directeur de l’hôpital Dar Al-Amal, situé à Douris, est tué le 22 novembre dans sa maison par une frappe israélienne.